# Kisdorog
Kisdorog (németül: Kleindorog) község a Dél-Dunántúli régióban, Tolna vármegyében, a Bonyhádi járásban. Külterületként hozzátartozik Juhépuszta, Lászlómajor, Ódánypuszta és Ördögmalompuszta is.

## Fekvése
A Dunántúli-dombság Völgység nevű tájegységében, a Mucsi-Hidas-patak völgyében fekszik. A megye középső-déli részén, a megyeszékhelytől, Szekszárdtól körülbelül 20, Bonyhádtól mintegy 15 kilométerre található. A szomszédos települések: Bonyhádvarasd, Nagyvejke, Tevel, Kéty, Zomba, Bonyhád-Tabód.
Központján a Zomba legdélebbi külterületeitől idáig húzódó 6536-os út halad keresztül, de a közigazgatási területén áthalad a Bonyhád-Tevel közti 6535-ös út is.

## Megközelítése
Közigazgatási területét érinti a Bonyhád-Tevel közti, a 6-os főutat a 65-ös főúttal összekötő 6535-ös út – ezen mindkét főút irányából könnyen megközelíthető –, de a központján csak a Zomba déli külterületétől (a 6533-as úttól) Bonyhád-Tabódon keresztül idáig húzódó 6536-os út vezet keresztül.
A közúti tömegközlekedést a Volánbusz autóbuszai biztosítják.
Vasútvonal nem érinti a települést. A legközelebbi vasútállomás a körülbelül 15 kilométerre lévő Hidas-Bonyhád vasútállomás a MÁV 50-es számú, Dombóvár–Bátaszék-vasútvonalán. Körülbelül 20 kilométerre található Szekszárd vasútállomás, illetve Szakály-Hőgyész vasútállomás is vasútállomása, előbbi a MÁV 46-os számú Sárbogárd–Bátaszék-vasútvonalán, utóbbi a 40-es számú (Budapest–)Pusztaszabolcs–Pécs-vasútvonalon.

## Története
A régészeti leletek tanúsága szerint már a bronzkor óta folyamatosan lakott hely volt a környék. Találtak itt szkíta, kelta és római leletanyagot is. Egy késő-római temető egyik sírjának fedőlapján Arius-ábrázolást találtak, amely több más lelettel együtt bizonyítja hazánk DNy-i részén az arianizmus elterjedtségét.
A honfoglalás és az államalapítás után a Gutkeled nemzetség birtokai közé tartozott a falu.
A törökök 1526 után elpusztították.
A 18. század elején református magyarok, 1740 körül katolikus németek telepítették be újra a falut. A század elején a Dőry család birtoka volt.
A második világháború után a németek nagy részét kitelepítették, helyükre bukovinai székelyek és csehszlovák–magyar lakosságcsere keretében felvidéki magyarok érkeztek.

## Közélete

### Polgármesterei
- 1990–1994: Laufer János (független)[7]
- 1994–1998: Höffler János (független)[8]
- 1998–2002: Höffler János (független)[9]
- 2002–2006: Höffler János (független)[10]
- 2006–2010: Klein Mihály (független)[11]
- 2010–2014: Klein Mihály (független)[12]
- 2014–2019: Klein Mihály (független)[13]
- 2019–2024: Klein Mihály (független)[14]
- 2024– : Nier János (független)[1]

A települési önkormányzat képviselő-testületét (a polgármester mellett) korábban 7 fő alkotta, 2010 óta 4 főből és a polgármesterből áll. Kisdorog Község Önkormányzatának címe: 7159 Kisdorog, Kossuth L. u. 187., telefonszámai 74/404-292 és 74/404-464 (utóbbi faxszám is); e-mail címei: kisdorog@polghiv.tolnamegye.hu és kisdorog.onkormanyzat@axelero.hu. A településen Német Nemzetiségi Önkormányzat is működik; a mindenkori nemzetiségi képviselők rendszerint a Tolna Megyei Német Önkormányzatok Szövetségének a tagjai is. (A felsorolt adatok egy része elavult lehet, szükség szerint ellenőrzésre és pontosításra szorulhatnak.)

## Népessége
A település népességének változása:
- 1787: 802 fő
- 1829: 1174 fő
- 1840: 1307 fő
- 1870: 1054 fő
- 1910: 1186 fő
- 1920: 1147 fő
- 1940: 1454 fő
- 1960: 1394 fő
- 1970: 1187 fő
- 1983: 1028 fő
- 1990: 905 fő
- 2001: 898 fő
- 2009: 755 fő
- 2017: 738 fő

| Lakosok száma | 773  | 756  | 738  | 652  | 635  | 649  | 643  |
|               | 2013 | 2014 | 2015 | 2021 | 2022 | 2023 | 2024 |

2001-ben a lakosok csaknem 100%-a magyarnak, ezen belül pedig kb. 20%-a német nemzetiségűnek vallotta magát.
A 2011-es népszámlálás során a lakosok 89,2%-a magyarnak, 0,3% cigánynak, 21,5% németnek, 0,8% románnak, 0,4% szlováknak mondta magát (10,4% nem nyilatkozott; a kettős identitások miatt a végösszeg nagyobb lehet 100%-nál).
2022-ben a lakosság 91,2%-a vallotta magát magyarnak, 16,5% németnek, 0,2% cigánynak, 0,2% szlováknak, 0,9% egyéb, nem hazai nemzetiségűnek (7,7% nem nyilatkozott; a kettős identitások miatt a végösszeg nagyobb lehet 100%-nál). Vallásuk szerint 53,5% volt római katolikus, 2% református, 1,1% evangélikus, 1,3% egyéb keresztény, 0,9% egyéb katolikus, 5,4% felekezeten kívüli (35,7% nem válaszolt).

## Vallás
A 2001-es népszámlálás adatai alapján a lakosság kb. 93%-a római katolikus, kb. 3,5%-a református, és kb. 1%-a evangélikus vallású. Nem tartozik egyetlen egyházhoz vagy felekezethez sem, illetve nem válaszolt kb. 2,5%.
2011-ben a vallási megoszlás a következő volt: római katolikus 75,7%, református 3,3%, evangélikus 0,5%, felekezeten kívüli 3% (17,2% nem nyilatkozott).

### Római katolikus egyház
A Pécsi egyházmegye (püspökség) Szekszárdi Esperesi Kerületébe tartozik, mint önálló plébánia. A plébánia 1793-ban létesült, római katolikus anyakönyveit is ettől kezdve vezetik. Plébániatemplomának titulusa: Szent Lőrinc vértanú. A plébániához tartozó ódányi római katolikus temetőkápolna a Nagyboldogasszony tiszteletére épült. Fíliaként Kisdoroghoz tartozik Bonyhád-Tabód, és az 1964-ben itt épült Szent Erzsébet-kápolna.

### Református egyház
Az első reformátusok a 18. század elején, magyar telepesekként érkeztek a faluba. Jelenleg a Dunamelléki Református Egyházkerület Tolnai Református Egyházmegyéjébe (esperesség) tartozik. Nem önálló egyházközség, csak szórvány.

## Nevezetességei
- Római katolikus (Szent Lőrinc-) templom: 1809-ben épült, klasszicista stílusban. Szószéke és 3 oltára is a 19. század elején készült, szintén klasszicista stílusban. 2006-ban felújították a templomot.
- Római katolikus plébánia: 1790-ben épült, népies barokk stílusban. Földszintes épület.
- Római katolikus kápolna: A benne látható kép, amely a dolgozó Szűz Máriát és Szent Józsefet ábrázolja a Bonyhádi Zománcgyárban készült. A kápolna felirata: "Ora et labora".
- Német tájház.
- Dőry-kastély: A 18. század végén építtette Dőry Ignác.
- Ódányi római katolikus (Nagyboldogasszony-) temetőkápolna: 1846-ban épült.
- Vörös feszület: Az 1820-as vérhasjárvány áldozatainak emlékére emelték még abban az évben.
- Világháborús emlékmű.

## Sport
1954-ben alakult meg a helyi sportkör, a Kisdorogi MEDOSZ SE a Juhéi állami Gazdaság támogatásával.
A labdarúgócsapat a Tolna Megyei Bajnokság I. osztályában szerepel. A csapat neve azóta átalakult Kisdorogi FC-re.

## Civil szervezetek
- Kisdorogi Székely Népdalkör
- Német Nemzetiségi Hagyományőrző Egyesület
- Kisdorogért Egyesület

## Rendezvények
- Ódányi búcsú: augusztus 20.